# Mayoko
Mayoko är ett distrikt i Kongo-Brazzaville. Det ligger i departementet Niari, i den västra delen av landet, 400 km nordväst om huvudstaden Brazzaville.